# Acaeroplastes barretoi
Acaeroplastes barretoi är en kräftdjursart som först beskrevs av Arcangeli 1935.  Acaeroplastes barretoi ingår i släktet Acaeroplastes och familjen Porcellionidae. Inga underarter finns listade i Catalogue of Life.